# Новодоволенский
Новодоволенский — посёлок в Доволенском районе Новосибирской области России. Входит в состав Суздальского сельсовета.

## География
Площадь посёлка — 34 гектара

## Население
| 2002 | 2007 | 2010 |
| ---- | ---- | ---- |
| 119  | ↘110 | ↗119 |

## Инфраструктура
В посёлке по данным на 2007 год отсутствует социальная инфраструктура.